# يوسف الطنطاش
يوسف الطنطاش (بالتركية: Yusuf Altıntaş)‏ هو لاعب كرة قدم تركي في مركز الوسط، ولد في 7 أغسطس 1961 في إزميد في تركيا. شارك مع منتخب تركيا تحت 21 سنة لكرة القدم ومنتخب تركيا لكرة القدم. أما مع النوادي، فقد لعب مع غلطة سراي وكوجالي سبور.

## وصلات خارجية
- يوسف الطنطاش على موقع الاتحاد الأوربي (الإنجليزية)
- يوسف الطنطاش على موقع اتحاد تركيا (لاعب) (الإنجليزية)
- يوسف الطنطاش على موقع اتحاد تركيا (مدرب) (الإنجليزية)
- يوسف الطنطاش على موقع قاعدة بيانات كرة القدم.إي يو (الإنجليزية)
- يوسف الطنطاش على موقع ناشيونال فوتبول تيمز (الإنجليزية)
- يوسف الطنطاش على موقع عالم كرة القدم.نت (الإنجليزية)